# 몰바이데 공식
몰바이데의 공식(독일어: Mollweidesche Formeln, Mollweide's formula, -公式)은 삼각법과 유클리드 평면 기하학의 정리로, 임의의 삼각형에서 두 변의 길이 합 또는 차와 다른 변의 길이를 연관시키는 공식이다. 독일 수학자 카를 몰바이데(Karl Mollweide)의 이름이 붙어 있다.
각 변의 길이를 A, B, C, 그리고 그 변과 마주보는 각의 크기를 a, b, c라 하면 몰바이데의 공식은 다음과 같이 두 식으로 쓸 수 있다.
- {\displaystyle {\frac {A+B}{C}}={\frac {\cos \left({\frac {a-b}{2}}\right)}{\sin \left({\frac {c}{2}}\right)}}}
- {\displaystyle {\frac {A-B}{C}}={\frac {\sin \left({\frac {a-b}{2}}\right)}{\cos \left({\frac {c}{2}}\right)}}}

여기서 A, B, C의 선택은 임의의 변에 대해 가능하므로, 실제 한 삼각형에 대해 적용되는 몰바이데의 공식은 {\displaystyle _{3}C_{2}\times 2=6}개가 된다.

## 증명
첫 번째 식만 증명한다. 사인 법칙과 삼각함수의 합을 곱으로 바꾸는 공식, 배각 공식을 이용하면
{\displaystyle {\frac {A+B}{C}}={\frac {\sin a+\sin b}{\sin c}}={\frac {\sin {\frac {a+b}{2}}\cos {\frac {a-b}{2}}}{\sin {\frac {c}{2}}\cos {\frac {c}{2}}}}={\frac {\sin {\frac {\pi -c}{2}}\cos {\frac {a-b}{2}}}{\sin {\frac {c}{2}}\cos {\frac {c}{2}}}}={\frac {\cos \left({\frac {a-b}{2}}\right)}{\sin \left({\frac {c}{2}}\right)}}}
으로 원하는 결론을 얻는다.

## 삼각형의 결정 조건
몰바이데의 공식은 삼각형의 결정 조건을 검증할 때 자주 이용된다. 먼저 A + B > C를 몰바이데의 공식에 의해 풀어 쓰면,
- {\displaystyle \cos {\frac {a-b}{2}}>\sin {\frac {c}{2}}=\cos {\frac {a+b}{2}}}

이고, 양 변을 전개하면,
- {\displaystyle 2\sin {\frac {a}{2}}\sin {\frac {b}{2}}>0}

이 되는데, 이는 삼각형에서 사인의 성질에 의해 항상 성립하는 식이다. 또 A - B < C를 몰바이데의 공식에 의해 풀어 쓰면,
- {\displaystyle \sin {\frac {a-b}{2}}<\cos {\frac {c}{2}}=\sin {\frac {a+b}{2}}}

인데 양 변을 전개하면,
- {\displaystyle 2\cos {\frac {a}{2}}\sin {\frac {b}{2}}>0}

이고, 이는 삼각형에서 사인과 코사인의 성질에 의해 항상 성립하는 식이다.

## 같이 보기
- 사인 법칙
- 코사인 법칙
- 탄젠트 법칙
- 코탄젠트 법칙

## 참고 문헌
- Michael Sullivan, Trigonometry, Dellen Publishing Company, 1988, p. 243.